# 弑亲法
弑亲法是奥斯曼帝国苏丹穆罕默德二世颁布的法律条款之一，该法记载在《穆罕默德二世的法律书》中，穆罕默德二世在此以法律的形式将此前的习惯确立下来：“我的任何一个儿子，由真主选为苏丹，他为了更好的世界秩序而杀死他的兄弟们，都是恰当的。大多数乌里玛已经宣告了这个许可”。该法允许成为苏丹的继承人为了公共利益，避免战乱而杀死其他继承人。因为奥斯曼帝国有传统禁止兄弟间发生流血冲突，所以苏丹会将其他继承人勒死。如果苏丹不愿杀死兄弟，他手下的耶尼切里士兵会以倒向其兄弟相威胁。因为每一代的继承人都会降为一人，该法有效避免了继承式贵族的出现。该法一直延续至1603年，之后苏丹选择将其他继承人囚禁於卡費斯。